# Publio Aufidio Baso
Publio Aufidio Baso fue un historiador romano que vivió bajo el mandato de Augusto y Tiberio. Escribió un relato sobre las guerras romanas en Germania y una historia más general de 31 libros continuada por Plinio el Viejo de la que se han conservado muchos fragmentos.